# Atterkogel
Der Atterkogel ist ein 1826 m ü. A. hoher Gipfel im Ausseerland in der Steiermark. Er bildet oberhalb des Augstsees eine markante 
Felspyramide im Toten Gebirge. Der aus Tressensteinkalk des Oberjura aufgebaute Berg fällt nach Süden steil zum Augstsee hin ab. Nach Norden weist ein ebenso steiler Abfall zur Riesendoline des Kuhntals. Gegen Westen hin bildet ein nur wenig ausgeprägter Sattel den Übergang zum höheren Greimuth.

## Erschließung
Auf der 9 km langen und 1972 eröffneten Loser-Panoramastraße kann der Berg fast bis zur Spitze befahren werden. Vor dem Loser-Restaurant auf 1600 m befindet sich ein geräumiger Parkplatz, von dem aus mehrere Touren unternommen werden können. Auf 1643 m, in unmittelbarer Nähe des Restaurants, befindet sich der Augstsee – ein attraktives Wanderziel mit kurzer Gehzeit.

## Zustieg
- Vom Loser-Bergrestaurant führt der markierte Weg Nr. 256 am Augstsee vorbei Richtung Loserfenster und Hochanger. Noch vor dem Loserfenster zweigt etwas westlich des Augstsees ohne Hinweistafel ein schmaler, unmarkierter Steig nach Norden ab und führt auf den Sattel zwischen Greimuth und Atterkogel. Der weitere Anstieg zum Gipfel erfolgt in weglosem Gelände. Man quert zunächst steile, leicht ausgesetzte, südwärts gerichtete Wiesenhänge und gelangt über die steile Westflanke in einer schmalen, ausgeschnittenen Latschengasse zum Gipfel auf 1826 m. Eine Besteigung ist nur für trittsichere und geübte Wanderer möglich.[1][2] Gehzeit rund 90 Minuten.

Am Gipfel des Atterkogels liegt ein Gipfelbuch auf.

## Karten
- Alpenvereinskarte Bl. 15/1 (Totes Gebirge - West), 1:25.000; Österreichischer Alpenverein 2014; ISBN 978-3-928777-29-2.
- ÖK 50, Blatt 96 (Bad Ischl)